# Filip Kusić
Filip Kusić (serbisch-kyrillisch Филип Кусић; * 3. Juni 1996 in Augsburg) ist ein serbisch-deutscher Fußballspieler.

## Karriere

### Verein
Der in Augsburg geborene Filip Kusic kam über die Jugend-Stationen TuS Jugenheim und Hassia Bingen, zur Jugend des 1. FSV Mainz 05, wo er ab 2008 ausgebildet wurde.
In der Junioren-Bundesliga war Kusic Kapitän des 1. FSV Mainz 05. 2013 entschied er sich zum Wechsel zur U19 von Energie Cottbus. In der Lausitz spielte er in der Saison 2014/15 im Herrenbereich für Energie Cottbus II. Von dort wechselte er 2015 für eine Saison zum Regionalligisten FC Oberlausitz Neugersdorf, wo er als Innenverteidiger in 31 Partien 5 Tore erzielte.
Der 1. FC Köln wurde auf Kusic aufmerksam und verpflichtete ihn 2016 für eine Ablösesumme von 100.000 Euro für zwei Jahre, wo er in der Regionalliga West als Innenverteidiger in 60 Partien 3 Tore erzielte.
Für den 1. FC Köln durfte er am 13. Dezember 2017 auch sein Debüt in der 1. Bundesliga im Auswärtsspiel gegen den FC Bayern München feiern.
Ab Juli 2018 unterschrieb Kusic beim Zweitligisten Erzgebirge Aue einen Zwei-Jahres-Vertrag und wurde unter Trainer Daniel Meyer Stammspieler in der Verteidigung. Mit dem Trainerwechsel zu Dirk Schuster verringerten sich die Einsatzzeiten für Kusic.
Nach seinem Vertragsende in Aue schloss sich Kusić im Oktober 2021 dem Drittligisten Türkgücü München an. Bis zum Ende der Saison 2020/2021 absolvierte er 33 Pflichtspiele für Türkgücü und gewann den Bayerischen Toto-Pokal 2020/21. Sein Vertrag verlängerte sich bis zum 30. Juni 2022.
Im August 2022 schloss er sich dem Drittligisten FSV Zwickau an. Dort wurde Kusic auf Anhieb Stammspieler und konnte die anfällige Defensive der Zwickauer signifikant stabilisieren. Er stand zwölf Spiele in Folge in der Startelf, ehe er sich gegen Waldhof Mannheim einen Kreuzbandriss zuzog und für den Rest der Saison ausfiel.
Nach seiner schweren Verletzung trainierte er ab November 2023 als Probespieler bei Energie Cottbus mit. Im Januar 2024 gab Energie Cottbus die Verpflichtung von Kusić bekannt. Nach langer Rekonvaleszenz schaffte er es sich im Team zu etablieren und feierte mit den Cottbusern das Double in der Saison 2023/24, bestehend aus Meisterschaft in der Regionalliga Nordost und Pokalsieg im Brandenburger Landespokal. 
Mit Energie Cottbus stieg er zur Saison 2024/25 in die 3. Liga auf und sein Vertrag wurde verlängert. Im Sommer 2025 bekam er keinen neuen Vertrag.

### Nationalmannschaft
Im Jahr 2014 bestritt Kusić für die U19 des serbischen Fußballverbandes drei Spiele.